# こ゜
こ゚、コ゚は、日本語の音節 [ŋo̜] を表す特殊な仮名のひとつ。

## 概要
一種の音符であり、音節 /go/ が鼻濁音 [ŋo̜] として発音されることを明示したいとき、「ご」に代えて用いることがある。用途は国語学関連および日本語の発音教育などに限られ、一般的な日本語の文字表現に用いられることはない。五十音図中にも存在せず、通常、初等教育で教わることもない。
なお、日本語の標準語および多くの方言において [ŋ] は /g/ の異音にすぎず、 /ŋ/ という音素を有しているわけではないことに留意されたい。（日本語の方言§濁音化と鼻音化）

## こ゚に関わる諸事項
- 文字コードでは、日本産業規格（JIS）のJIS X 0213には「こ゚」の文字が 1 文字として単独の位置を与えられている。一方、JIS X 0213に対応したUnicode 3.2では、仮名と半濁点との組み合わせで表すこととなった。